# Чемпионат Европы по современному пятиборью среди женщин 2000
VIII Чемпионат Европы по современному пятиборью среди женщин проходил в городе Секешфехервар  Венгрия с 5 по 13 июня 2000 года. Это был последний перед Олимпиадой в Сиднее крупный турнир.

## Сборная России
Команда России выступала в следующем составе: Татьяна Муратова, Олеся Величко, Ольга Короткова и Васильченко Марина. Старший тренер - Хапланов Алексей Олегович.

## Эстафета
Первые награды были разыграны в эстафете. Победу одержали англичанки Джорджина Харланд, Стефани Кук и Кэйт Элленби. Команда России замкнула шестерку.
- Эстафета.

1. Великобритания (Джорджина Harland, Стефани Кук, Кейт Алленби) — 4725.

2. Германия (Тора Майер-Эфланд, Кристианне Казимир, Ким Райзнер) — 4594.

3. Венгрия (Беа Симока, Nóra Симока, Вивьен Мате) — 4530.

4. Чехия — 4306.

5. Италия — 4289.

6. РОССИЯ — 4050.

## Лично-командное первенство
В лично-командных соревнованиях было проведено два полуфинала. В полуфинале "В" Муратова и Величко без особых проблем пробились в финальную часть турнира, заняв соответственно 1 и 11 места. В другом полуфинале "А" выступали Короткова и Васильченко. К сожалению они показали очень слабые результаты, 18 место Короткова и 19 место Васильченко из 20 стартовавших пятиборок, и не попали в финальную часть Чемпионата Европы. 
В итоге российская команда не смогла побороться за награды в командном первенстве.
В личном первенстве Татьяна Муратова после четырёх видов занимала 2 место вслед за лидирующей венгерской спортсменкой Жужой Ворож. В заключительном виде пятиборья в беге на 3 км великолепный результат показала англичанка Стефани Кук - 10.05.0, который позволил ей выиграть серебряную медаль. Российская пятиборка Татьяна Муратова завоевала бронзовую награду, а чемпионкой Европы стала Жужа Ворош (Венгрия). Вторую золотую медаль Ворош получила в составе команде Венгрии, которая в упорной борьбе опередила пятиборок Великобритании. 
- Личное первенство.

| Место | Спортсмен        | Страна         | Стрельба | Фехтование | Плавание | Конкур | Кросс | Сумма |
| ----- | ---------------- | -------------- | -------- | ---------- | -------- | ------ | ----- | ----- |
| 1.    | Жужа Ворош       | Венгрия        | 1168     | 968        | 1228     | 1100   | 1020  | 5484  |
| 2.    | Стефани Кук      | Великобритания | 1108     | 690        | 1125     | 1100   | 1298  | 5321  |
| 3.    | Муратова Татьяна | Россия         | 1108     | 938        | 1139     | 1100   | 980   | 5265  |
| 4.    | Татьяна Наказная | Украина        | 1060     | 907        | 1133     | 1058   | 1078  | 5236  |
| 5.    | Анна Сулима      | Польша         | 1072     | 959        | 1019     | 1100   | 1076  | 5226  |
| 6.    | Кэролайн Делемер | Франция        | 1108     | 876        | 1113     | 1058   | 1054  | 5209  |
| 30.   | Олеся Величко    | Россия         | 1168     | 752        | 1068     | 643    | 898   | 4529  |

- Личное первенство. Полуфинал "А".

| Место | Спортсмен          | Страна   | Стрельба | Фехтование | Плавание | Кросс | Сумма |
| ----- | ------------------ | -------- | -------- | ---------- | -------- | ----- | ----- |
| 1.    | Башлакова Галина   | Беларусь | 1098     | 1069       | 1022     | 550   | 3739  |
| 2.    | Биата Симока       | Венгрия  | 940      | 1046       | 1124     | 626   | 3736  |
| 3.    | Клауди Черутти     | Италия   | 1060     | 839        | 1180     | 650   | 3729  |
| 18.   | Ольга Короткова    | Россия   | 928      | 931        | 1090     | 608   | 3557  |
| 19.   | Марина Васильченко | Россия   | 904      | 609        | 1123     | 628   | 3304  |

- Командный турнир.

1. Венгрия (Жужа Ворош — Беа Шимока — Чилла фури) — 15 593.

2. Великобритания — 15 564.

3. Франция — 15 203.

4. Германия — 14 950.

5. Чехия — 14 706.

6. РОССИЯ — 13098.